# Spy Kids 3 : Mission 3D
Série Spy Kids
Spy Kids 2 : Espions en herbe
(2002) Spy Kids 4 : Tout le temps du monde
(2011)
Pour plus de détails, voir Fiche technique et Distribution.
Spy Kids 3 : Mission 3D ou Espions en herbe 3D: Fin du jeu au Québec (Spy Kids 3-D: Game Over) est un film américain réalisé par Robert Rodriguez, sorti en 2003. Troisième volet de la franchise [[Spy Kids (série de films)|Spy Kids]], il est la suite de Spy Kids et Spy Kids 2 : Espions en herbe, également réalisés par Robert Rodriguez. Le film est totalement en 3D.

## Synopsis
Juni Cortez, agent secret de l'OSS, mène ses premières missions personnelles en tant que détective privé à la suite de sa démission, s'estimant trahi par son agence. Celle-ci essaie de le contacter, mais en vain. Au même moment, un événement est annoncé dans tout le pays : le lancement d'un jeu vidéo intitulé Game Over, créé par le Toymaster. Les personnes achetant ce jeu pourront y jouer en ligne et en réalité virtuelle, dans une grande compétition où les joueurs atteignant le cinquième et dernier niveau, pourront ressortir victorieux en gagnant des lots inimaginables. Juni ayant économisé depuis des mois pour la sortie de ce jeu, il hésite dans la file d'attente en train de regarder un homme en fauteuil roulant lavant la devanture d'une enseigne, et pense plutôt à faire un geste de charité. Après une courte dispute avec un autre garçon, Juni trébuche et casse sa tirelire, voyant ainsi s'envoler la possibilité d'acheter ce fameux jeu.
Dépité, Juni retourne dans sa cabane. Son amie Gerti Giggles, antagoniste de l'opus précédent, lui rend visite inopinément. Lors d'une discussion, c'est là que Juni révèle que sa sœur, Carmen Cortez, n'a plus donné signe de vie depuis les fêtes de Noël. Après cette visite soudaine, Devlin, président des États-Unis et ancien PDG de l'OSS toujours en contact avec l'agence, lui annonce la terrible nouvelle : Carmen a disparu. Cette annonce brève redonne foi à Juni qui, sans hésiter, fonce jusqu'au QG de l'OSS, où il retrouve son patron, Donnagon Giggles et sa femme Francesca. Francesca montre le jeu vidéo Game Over à Juni, et révèle qu'en réalité, ce jeu est un piège créé de toutes pièces par le Toymaster, dans le but de contrôler les cerveaux des joueurs qui s'y connectent pour en faire leurs esclaves. Carmen, annoncée "disparue" par le président Devlin, est en réalité dans une chambre antigravité de l'OSS, coupée de tout contact avec le monde extérieur. Carmen, grâce à ses talents de hacker, a été envoyée désactiver le jeu avant même sa sortie, mais y a été retenue prisonnière au quatrième niveau par Toymaster. Cependant, il y a un deuxième problème : le cinquième et dernier niveau est annoncé ingagnable, augmentant davantage la difficulté. L'OSS décide d'envoyer Juni stopper le jeu et libérer Carmen, la connexion ayant lieu dans douze heures. Pour voir et entendre ce qui se passe dans le jeu, il doit enfiler une paire de lunettes spéciales.
Juni entre dans Game Over. Le premier niveau est une simple ville où il tombe sur deux adolescents : Arnold, tentant de mettre à terre des grenouilles sur bâton-sauteur, et Francis, ayant volé un bâton-sauteur que Juni voulait s'approprier. Francis sort des ventouses de sa combinaison et fait tomber Juni par la sortie. Sonné, Juni émerge et perd une première de ses neuf vies. Huit heures se sont déjà écoulées. En remontant à la surface, il retrouve Francis et Arnold, ainsi qu'un troisième adolescent : Rez. Les trois adolescents sont des beta-testeurs, leur mission est d'essayer un jeu avant sa sortie, et leur but étant de remporter le niveau 5. En recevant les sollicitations de Juni qui a besoin d'aide, Rez indique que toute forme de tricherie est punie d'un Game Over. Rez et Francis indiquent à Juni que le seul moyen d'aller au niveau 2 est de se faire propulser par une cible, menant directement sur la face non-éclairée de la Lune. Sans hésiter, Juni fonce et se fait propulser dans l'espace. Arrivé sur la Lune, Juni perd une autre vie et reçoit un message de l'OSS qui va s'avérer bénéfique pour lui : une personne de son entourage peut venir l'aider dans sa mission. En voyant défiler son père Gregorio, sa mère Ingrid, son grand-père Valentin et Machete, Juni choisit Valentin, ce dernier ayant été rendu paraplégique il y a trente ans de cela, mais possède une intelligence exceptionnelle. Valentin est virtualisé dans son fauteuil au côté de Juni, qui apprend que Valentin cherche Toymaster depuis trente ans. Soudain, une pilule "méga jambes" flotte près de Juni, qui l'envoie à son grand-père, qui l'écrase. Ce dernier se retrouve en armure, debout, capable de marcher, et bien plus encore.
Alors que Valentin essaie de capturer un papillon, Juni part dans une autre direction où il tombe sur une grande arène, l'Arène de la Malchance, où ont lieu des combats de robots mecha. Il y est accueilli par un autre joueur, qui l'emmène en haut. Ensuite, Juni se fait poser une armure. Il devra affronter une autre joueuse, Demetra. Les deux sont installés sur une plateforme et contrôlent leurs mechas avec leurs propres mouvements. Lors du début du combat, Juni ne sait pas bien maîtriser son mecha, et se fait largement battre par Demetra lors des deux premières manches, où Juni perd une autre vie. Mais, lors de la troisième manche, Juni monte sur le bord de l'arène et court à toute vitesse, permettant au mecha de Demetra de fragiliser l'axe de rotation de son torse et mettre à terre la fille et son robot. Demetra perd trois vies, ainsi que le duel. Juni est déclaré vainqueur. Le garçon ayant accueilli Juni revient le voir sur un autre mecha, et propulse Juni tout là-haut.
Au niveau 2, les trois beta-testeurs remarquent quelque chose : Juni ressemble comme deux gouttes d'eau au garçon figurant sur le logotype du jeu. Ils en déduisent que Juni est ce garçon, surnommé "le Guide", la seule personne pouvant réussir le niveau 5, supposé ingagnable. C'est là que Rez va le défier lors d'une course, la Mega-Race, dite "la course la plus déjantée et la plus dangereuse de tous les jeux vidéo", où les joueurs conduisent des engins futuristes sur un parcours extrême. À l'issue de cette course, si Juni la remporte, il sera considéré comme étant le Guide, et, pourra continuer son aventure avec les beta-testeurs. Lors de la course, chaque pilote dont Juni perdent ou échangent leurs véhicules. Lors des derniers mètres, Juni perd sa moto, sauf un enjoliveur sur lequel il glisse, et remporte la course in extremis. À l'arrivée, et en conséquence de sa victoire, Juni est considéré comme le Guide, mais doit échanger quelques mots avec son grand-père, qu'il fait passer pour un illusionniste célèbre, pour éviter d'être humilié. Si les joueurs font équipe, ils arriveront plus vite à leur but. Les joueurs passent par un autre endroit, où des processeurs se collent sur eux. Dans cet endroit se trouvent les "Programmox", les codeurs du jeu. Ceux-ci surveillent les joueurs de très près, et renvoient au niveau 1 tous les joueurs ayant triché, à l'instar de Francis durant la Mega-Race. Après un avertissement matérialisé par un choc électrique, toute la bande se sépare, laissant Juni seul. Demetra le surprend, et lui avoue qu'elle a démasqué la supercherie de Juni, et qu'ils sont pourchassés par les Programmox à cause d'une carte virtuelle que Demetra a récupéré. Elle la donne à Juni, mais lorsqu'il la désactive, les Programmox les surprennent, et ôtent une vie à Juni, qui appelle son grand-père en renfort. Celui-ci arrive derrière les Programmox, et les prend par le col. Francis réussit à ridiculiser les Programmox en dévoilant leur apparence réelle, ce sont deux geeks. Humiliés, les Programmox s'enfuient, et la bande reprend sa route. Demetra et Juni commencent à se rapprocher l'un de l'autre, Juni trouve un pack de vies supplémentaires et le donne à Demetra, bien qu'elle ait refusé dans un premier temps.
La bande arrive au niveau 3. Ici, les joueurs doivent une nouvelle fois combattre en duel, le meilleur joueur contre le plus fort. Juni combat Arnold (les deux à contrecœur) en duel sur des plateformes faites en blocs similiaires au jeu Tetris. Les joueurs sont équipés d'une arme multifonctions, et le perdant du duel sera immédiatement expulsé du jeu. Pendant leur combat, Juni se fait soudainement "zapper", Demetra ayant décidé de se sacrifier et de le remplacer, en lui rappelant que le but principal de Juni étant de retrouver Carmen. Lors du deuxième duel, Arnold touche Demetra et la fait perdre d'un Game Over instantané. Juni étant tombé amoureux d'elle, il est désormais triste de ne plus pouvoir revoir la fille qu'il aime. Valentin l'encourage, en lui disant de "ne pas tomber amoureux d'un jeu".
Au niveau 4, la bande retrouve enfin Carmen, relâchée par Toymaster. Carmen explique ensuite à Juni que c'est à cause de Toymaster que Valentin est devenu paraplégique. Dans les bureaux de l'OSS, les dossiers de Toymaster et Valentin sont affichés. Ils apprennent que Valentin et Toymaster étaient auparavant amis, mais craignent que Valentin ne libère Toymaster de sa prison virtuelle pour se venger de lui. La bande arrive près de la montagne de lave, où un raccourci permet de rejoindre rapidement le niveau 5. Tous les joueurs refusent d'y aller et rebroussent chemin. Pour les inciter à passer par la montagne de lave, Toymaster envoie les "Scrogneugneu", des petits robots métalliques, les poursuivre. Tous les joueurs foncent vers la montagne de lave et se fabriquent des surfs avec la roche. Au bout du parcours se trouve un grand monstre de lave, faisant couler tous les joueurs. Juni panique de voir tous les joueurs couler sous la lave, pensant qu'ils ont été expulsés du jeu, mais quand il coule à son tour, il remarque que la lave est froide, et que tous les joueurs sont sains et saufs, ceux-ci l'emmènent vers un passage menant à la porte du niveau 5. Remontés à la surface, les beta-testeurs remarquent autre chose. Un joueur mystère surnommé "l'Arnaqueur" a été envoyé par Toymaster pour les faire perdre, et ils supposent qu'il s'agit de Juni. Lors d'une provocation, Carmen prend la défense de son petit frère et fait face aux beta-testeurs, qui ont également découvert la supercherie de Juni, précedemment découverte par Demetra. C'est là que le véritable "Guide" apparaît, et leur ouvre la porte.
Une fois entré dans le niveau 5, le Guide célèbre son exploit, mais se prend un important choc électrique, se retrouve à terre, et perd ses 99 vies d'un seul coup. Juni est de nouveau nommé Guide. C'est là que Demetra réapparait de façon inexplicable, où elle annonce qu'elle a trouvé le levier permettant de désactiver le jeu. Carmen suppose que Demetra n'est pas réelle, ce qu'elle et Juni démentent. En voulant gifler Demetra, Carmen a prouvé que Demetra est en réalité un simple avatar, contraignant cette dernière à avouer la vérité : elle est l'Arnaqueuse. Après un message vidéo de Toymaster, un robot géant apparaît dans le niveau. Malgré tout, les joueurs réussissent à ouvrir la porte de sortie et à se glisser dans le sas de justesse, laissant la main du robot coincée dans la porte. Tous les joueurs quittent le jeu par un portail.
Juni, Carmen et Valentin retournent ensuite aux bureaux de l'OSS, où ils ont accueillis par une ovation de leurs collègues. Quelques secondes après, Juni est appelé, et retrouve Francis, Arnold et Rez, qui sont en réalité des geeks eux aussi. Lors d'un échange en tête-à-tête, Donnagon explique à Valentin qu'il y avait deux leviers : l'un servait à désactiver le jeu, l'autre libérait Toymaster. Valentin avoue avoir activé les deux leviers, et ce volontairement. À cause de son acte, Valentin se fait réprimander par Donnagon, Francesca, et ses petits-enfants. Soudain, Devlin leur adresse un message, où il annonce se venger de ceux qui l'ont emprisonné. Juni remarque que l'auteur de ce message n'est pas Devlin. Il s'agissait de Toymaster, qui a réussi à pirater le réseau présidentiel américain. Sa vengeance a commencé. Ses robots virtuels ont été envoyés dans le monde réel. Sans les lunettes, ils sont invisibles à l'œil nu. S'estimant trop faibles, ils contactent leur famille proche : leur père, créateur de cerveaux miniatures, leur oncle, leur mère, leur grand-mère, ainsi que Machete. Tous sont équipés de lunettes et de bottes à réaction. Le père combat le robot à la force des poings, mais celui-ci résiste, et d'autres robots apparaissent dans tous les coins de la ville. C'est là que Juni repense au message de son amie Gerti : "Il ne faut pas oublier une chose : on est un peu tous ta famille !". Juni contacte tous ses amis proches : Fegan Floop, Alexander Minion, les enfants-robots, Gary et Gerti Giggles, Dinky Winks (Pat le roi de l'épate en VF), un gérant de parc d'attractions aperçu dans l'opus précédent, cette fois accompagné de son fils, et même Romero. Tous leur viennent en aide, jusqu'à ce que Valentin décide d'aller voir Toymaster dans son robot géant, ressemblant à celui que Juni a trouvé au début du film dans la décharge.
À l'intérieur du robot, Valentin retrouve Toymaster, qui lui indique qu'il est trop tard pour le vaincre. Mais Valentin s'y prend autrement, et lui informe que lui seul peut s'arrêter, lui énumère les inconvénients et avantages que lui ont apporté son handicap, et pardonne à Toymaster, qui est ému, et désactive son robot de lui-même. Le robot s'effondre, les Cortez s'inquiètent en voyant cela, espérant que tout le monde aille bien. Valentin et Toymaster sortent indemnes du robot. Donnagon et Francesca retrouvent la bande, leurs jokers ainsi que Toymaster, désormais réconcilié avec Valentin. Tout le monde se réunit, et se félicite de leur façon de jouer, plus importante que gagner ou perdre.

## Fiche technique
Sauf indication contraire, les informations mentionnées dans cette section peuvent être confirmées par les bases de données cinématographiques IMDb et Allociné,  présentes dans la section « Liens externes ».
- Titre original : Spy Kids 3-D: Game Over
- Titre français : Spy Kids 3 : Mission 3D
- Titre québécois : Espions en herbe 3D : Fin du jeu[1]
- Réalisation et scénario : Robert Rodriguez
- Musique : Robert Rodriguez
  - Musiques additionnelles : George Oldziey, Johnny Reno, Carl Thiel
  - Orchestration : George Oldziey
  - Montage musical : Tim Rakoczy
- Direction artistique : Jeanette Scott
- Décors : Robert Rodriguez
- Costumes : Nina Proctor
- Maquillage : Ermahn Ospina
- Coiffure : Melissa Forney, Lino Stavole
- Photographie : Robert Rodriguez
- Son : Doug Andham, Dean Beville, Hanna Makowska, Carla Murray, Sergio Reyes
- Montage : Robert Rodriguez
- Production : Elizabeth Avellan et Robert Rodriguez
  - Production exécutive : Bill Scott
  - Production déléguée : Bob Weinstein et Harvey Weinstein
- Sociétés de production : Troublemaker Studios, présenté par Dimension Films
- Sociétés de distribution : Miramax Films et Dimension Films (États-Unis) ; TFM Distribution (France) ; Kinepolis Film Distribution (Belgique)
- Budget : 38 millions de $[2],[3]
- Pays de production :  États-Unis
- Langue originale : anglais
- Format : couleur (DeLuxe) - 35 mm - 1,85:1 (Panavision) - son DTS / Dolby Digital / SDDS
- Genre : action, aventure, comédie, espionnage, science-fiction
- Durée : 84 minutes
- Dates de sortie[4] :
  - États-Unis, Québec : 25 juillet 2003[1]
  - Belgique : 17 décembre 2003[5]
  - France : 14 avril 2004[6]
- Classification :
  - États-Unis : des scènes peuvent heurter les enfants - accord parental souhaitable (PG - Parental Guidance Suggested)[N 1]
  - France : tous publics (conseillé à partir de 8 ans)[6],[7]
  - Belgique : tous publics (jeune public) (Alle Leeftijden)[5]
  - Québec : tous publics (G - General Rating)[1]

## Distribution
- Daryl Sabara (VF : Pierre-Augustin Crenn ; V. Q. : Xavier Dolan) : Juni Cortez
- Alexa Vega (VF : Marie-Charlotte Dutot ; V. Q. : Claudia-Laurie Corbeil) : Carmen Cortez
- Antonio Banderas (VF : Thibault de Montalembert ; V. Q. : Luis de Cespedes) : Gregorio Cortez
- Sylvester Stallone (VF : Alain Dorval ; V. Q. : Pierre Chagnon) : Toy Master
- Salma Hayek (VF : Anneliese Fromont de Vitis ; V. Q. : Valérie Gagné) : Francesca Giggles
- George Clooney (VF : Patrick Noérie ; V. Q. : Daniel Picard) : le président Devlin
- Steve Buscemi (VF : Laurent Rey ; V. Q. : François Sasseville) : Romero
- Carla Gugino (VF : Odile Cohen ; V. Q. : Camille Cyr-Desmarais) : Ingrid Cortez
- Ricardo Montalban (VF : Vania Vilers ; V. Q. : Claude Préfontaine) : Grand-père
- Holland Taylor (VF : Annick Le Goff ; V. Q. : Anne Caron) : Grand-mère
- Mike Judge (VF : Jean-Philippe Puymartin ; V. Q. : Alain Zouvi) : Donnagon Giggles
- Danny Trejo (VF : Enrique Carballido ; V. Q. : Manuel Tadros) : Isador « Machete » Cortez
- Matt O'Leary (VF : François Bérard ; V. Q. : Sébastien Reding) : Gary Giggles
- Emily Osment (VF : Camille Donda ; V. Q. : Geneviève Déry) : Gerti Giggles
- Ryan James Pinkston (VF : Léo Lebevillan ; V. Q. : Théo Riche) : Arnold
- Robert Vito (VF : Lazare Herson-Macarel) V. Q. : Hugolin Chevrette) : Rez (prononcé "Wes")
- Bobby Edner (VF : Alexandre Bouche ; V. Q. : Émile Mailhiot) : Francis
- Courtney Jines (VF : Adeline Chetail ; V. Q. : Catherine Brunet) : Démétra
- Cheech Marin (VF : Hervé Caradec ; V. Q. : Hubert Gagnon) : Felix Gumm
- Alan Cumming (VF : Laurent Natrella ; V. Q. : Gilbert Lachance) : Fegan Floop
- Tony Shalhoub (V. Q. : François L'Écuyer) : Alexander Minion
- Bill Paxton (VF : Philippe Vincent ; V. Q. : Benoît Rousseau) : Dinky Winks
- Elijah Wood (VF : Alexandre Gillet ; V.Q. : Martin Pensa) : le guide
- Selena Gomez (VF : Camille Caemerbeke ; V.Q. : Romy Kraushaar-Hebert) : la fille du Waterpark

## Production

### Genèse du projet
Après le succès de Spy Kids en 2001 et Spy Kids 2 : Espions en herbe en 2002, Robert Rodriguez a enchainé le tournage du 3e volet.

### Attribution des rôles
Salma Hayek retrouve ici Robert Rodriguez après Une nuit en enfer, The Faculty et Desperado. Elle joue ensuite dans Il était une fois au Mexique... Desperado 2, qui sort quelques mois après Spy Kids 3.
Pour le rôle du méchant, Toymaster, Robert Rodriguez pense d'emblée à Sylvester Stallone. Ils s'étaient auparavant rencontrés à la Mostra de Venise 1997, au moment où Rodriguez proposait le projet Spy Kids au producteur Bob Weinstein.

« C'était à la fête organisée pour Cop Land. Ce jour-là, nous avons bien accroché et j'ai découvert qu'il était vraiment très sympathique et avait beaucoup d'humour. Depuis, j'ai toujours eu envie de travailler avec lui, mais dans un rôle comique plutôt que d'action. Il s'est vraiment éclaté en jouant le Toymaster. Il n'a jamais quitté le plateau. Tous les jours, il incarnait une personnalité différente. Nous tournions tout ce qu'il fallait pour ce personnage, et nous pouvions recommencer avec un autre le lendemain matin. C'était très exigeant, et passionnant aussi! »

— Robert Rodriguez
Sylvester Stallone explique de son côté avoir été guidé dans son choix par ses enfants :

« Ce sont mes enfants qui m'ont fait découvrir les deux premiers Spy Kids. J'ai aimé ces films parce qu'ils ont l'ampleur d'une vraie fable, qu'ils déchaînent l'imagination tout en racontant une bonne histoire. »

— Sylvester Stallone

### Tournage
Robert Rodriguez décide très vite de tourner son film en 3D :

« C'était un challenge passionnant. Le fait de situer l'histoire dans un monde entièrement virtuel me permettait de placer la barre de l'imagination encore plus haut… »

— Robert Rodriguez
Pour ce tournage en 3D, Robert Rodriguez a utilisé une caméra numérique haute définition mise au point par Pace Technologies et James Cameron pour le documentaire en 3D Les Fantômes du Titanic. Robert Rodriguez remercie d'ailleurs James Cameron dans le générique de fin.
Le tournage a eu lieu au Texas, principalement dans les studios du réalisateur à Austin mais également à l'Université du Texas. Quelques scènes sont par ailleurs tournées dans le comté de Comal, notamment à New Braunfels.

## Bande originale
Bandes originales par Robert Rodriguez
Spy Kids 2 : Espions en Herbe
(2002) Il était une fois au Mexique... Desperado 2
(2003)
La bande originale est composée par Robert Rodriguez et enregistrée avec l'Orchestre Philharmonique du Texas. C'est la première fois que Rodriguez compose seul la musique de l'un de ses films. L'actrice du film Alexa Vega interprète également deux chansons.

### Liste des titres
1. Game Over (interprété par Alexa Vega)
2. Thumb Thumbs
3. Pogoland
4. Robot Arena
5. Metal Battle
6. Toy Maker
7. Mega Racer
8. Programmerz
9. Bonus Life
10. Cyber Staff Battle
11. Tinker Toys
12. Lava Monster Rock
13. The Real Guy
14. Orbit
15. Welcome to the Game
16. Heart Drive (interprété par Bobby Edner & Alexa Vega)
17. Video Girl
18. Isle of Dreams (Cortez Mix)
19. Superstar (interprété par Selena Gomez)

## Accueil
Contrairement aux deux précédents films, les critiques ont été ici plus mitigées. La presse pointe notamment du doigt la qualité de la 3D et des Lunettes stéréoscopiques ainsi que la pauvreté du scénario. Le film totalise ainsi un pourcentage de 44 % d'opinions favorables sur Rotten Tomatoes.
Malgré cela, le film fonctionne plutôt bien au box-office et engrange 111 761 982 $ sur le sol américain et 85 250 000 dans le monde, pour un total de 197 011 982 $. Après un démarrage plus faible que les précédents opus, il est cependant le plus grand succès de la franchise Spy Kids.

## Distinctions

### Récompenses
2003
- The Stinkers Bad Movie Awards : Stinker Award du pire acteur dans un second rôle pour Sylvester Stallone

2004
- ASCAP Film and Television Music Awards : ASCAP Award des meilleurs films au box-office pour Robert Rodriguez
- Razzie Awards : Razzie Award du pire second rôle masculin pour Sylvester Stallone

### Nominations
2003
- The Stinkers Bad Movie Awards :
  - Pire suite
  - Prix Spencer Breslin pour la pire performance d'un enfant pour Daryl Sabara
  - Pire ensemble d'acteurs
  - Pires effets spéciaux (Effets spéciaux les moins «spéciaux»)

2004
- Young Artist Awards : meilleur jeune casting dans un long métrage pour Bobby Edner, Courtney Jines, Matt O'Leary, Emily Osment, Ryan Pinkston, Daryl Sabara, Alexa PenaVega et Robert Vito

## Autour du film
- À la fin du film, après le générique, on peut voir les auditions d'Alexa Vega et Daryl Sabara pour le premier Spy Kids.
- C'est l'un des rares films où, comme dans le film La Course à la mort de l'an 2000 (1975), Sylvester Stallone fait le rôle de méchant, contrairement à tous les autres films de l'acteur.
- Sylvester Stallone et Antonio Banderas ont joué précédemment dans le film Assassins où Stallone incarnait le héros et Banderas le méchant, dans Spy Kids 3, les rôles sont inversés. Les deux acteurs referont Expendables 3 où ils sont alliés.